# زیردریایی یو-۵۹۳
زیردریایی یو-۵۹۳ (به انگلیسی: German submarine U-593) یک زیردریایی بود که طول آن ۶۷٫۱ متر (۲۲۰ فوت ۲ اینچ) بود. این زیردریایی در سال ۱۹۴۱ ساخته شد.